# William Boswell
Sir William Boswell (mort en 1650) est un diplomate et homme politique anglais qui siège à la Chambre des communes en 1624 et 1625. Il est ambassadeur résident aux Pays-Bas de 1632 à 1649.

## Biographie
William Boswell est originaire du Suffolk. Il fait ses études au Jesus College de Cambridge, dont il est élu membre en 1606. Il est incorporé à l'Université d'Oxford le 12 juillet 1608 et devient surveillant en 1624. Il est l'un des gardiens du bureau du papier d'État. En 1624, il est élu député de Boston lors d'une élection partielle au Happy Parliament. Il est réélu député de Boston en 1625 .
Boswell entre ensuite dans le service diplomatique et est nommé secrétaire de Dudley Carleton, alors ambassadeur à La Haye. Boswell lui succède finalement en 1632. Il est fait chevalier à Bockstal près de Baldock le 25 juillet 1633.
Une grande partie de l'attention de Sir William pendant qu'il est ambassadeur, est consacrée à la controverse entre les Gomaristes et les Remontrants (Arminiens). Il poursuit la politique de Sir Dudley Carleton et soutient les rigides calvinistes gomaristes contre les remontrants. C'est pour des raisons politiques, et sinon Boswell est un allié de William Laud. Il s'intéresse de près aux églises anglaises émigrées aux Pays-Bas et, en 1633-1634, il aide John Paget (pasteur) (en) à intriguer contre John Davenport . Charles Ier ordonne à Boswell de soutenir Edward Misselden (en), influent parmi les Merchant Adventurers, contre John Forbes . En 1638, Boswell fait engager des poursuites contre John Canne (en) . Il est alors contre les Gomaristes et travaille avec les remontrants pour combattre la propagande covenantaire écossaise .
Lorsque la première guerre civile anglaise éclate, les efforts de Boswell visent à préserver la neutralité des Néerlandais. Malgré les efforts de Walter Strickland (en), envoyé par Oliver Cromwell pour contrer son influence, il réussit assez bien dans sa mission politique . Il ne peut cependant empêcher le Parlement d'en appeler à l'opinion publique néerlandaise. Malgré les appels de Boswell aux autorités néerlandaises pour interdire la propagande parlementaire, celle-ci circule largement dans la République et Boswell se trouve contraint de répondre en publiant des pamphlets royalistes .
Sir William est également un homme de lettres et un érudit, comme le montre sa correspondance avec John de Laet, qui aborde des sujets allant de la littérature orientale et la compilation d'un dictionnaire arabe au traité d'Édouard VI "De Primatu Papae". et le vocabulaire saxon de Sir Simonds d'Ewes (en). Il correspond aussi avec le Laudien Stephen Goffe (en).